# پپیلو (بازیکن فوتبال، زاده ۱۹۱۶)
پپیلو (انگلیسی: Pepillo; ۱۷ دسامبر ۱۹۱۶ – ۹ اوت ۱۹۹۰) بازیکن فوتبال اهل اسپانیا بود.
از باشگاه‌هایی که در آن بازی کرده‌است می‌توان به باشگاه فوتبال سویا اشاره کرد.